# Апостольский нунций в Южном Судане
Апостольский нунций в Республике Южный Судан — дипломатический представитель Святого Престола в Южном Судане. Данный дипломатический пост занимает церковно-дипломатический представитель Ватикана в ранге посла. Апостольская нунциатура в Южном Судане была учреждена на постоянной основе 1 мая 2013 года.
В настоящее время Апостольским нунцием в Южном Судане является архиепископ Шимус Патрик Хорган, назначенный Папой Франциском 14 мая 2024 года.

## История
22 февраля 2013 года, Святой Престол и Республика Южный Судан, приняли решение, по общему согласию, об установлении дипломатических отношений между ними, на уровне апостольской нунциатуры со стороны Святого Престола и посольства со стороны Республики Южный Судан.
Апостольская нунциатура в Южном Судане была учреждена 1 мая 2013 года, буллой «Quo firmiores» Папы Франциска. Однако апостольский нунций не имеет официальной резиденции в Южном Судане, в его столице Джубе и является апостольским нунцием по совместительству, эпизодически навещая страну. Резиденцией апостольского нунция в Южном Судане является Найроби — столица Кении.

## Апостольские нунции в Южном Судане
- Чарльз Дэниэл Бэлво, титулярный архиепископ Кастелло — (21 декабря 2013 — 21 сентября 2018 — назначен апостольским нунцием в Чехии);
- Хубертус Матеус Мария ван Меген, титулярный архиепископ Новалицианы — (19 марта 2019 — 14 мая 2024, в отставке);
- Шимус Патрик Хорган, титулярный архиепископ Ард-Срата — (14 мая 2024 — по настоящее время).